# Anis Amri
Anis Ben Othman Amri (arabul: أنيس العامري, Tataouine, Tunézia, 1992. december 22. – Sesto San Giovanni, Milánó megye, 2016. december 23.) tunéziai bűnöző, terrorista. Bár már fiatal korától kezdve rendszeresen követett el bűncselekményeket, melyek miatt több ország hatóságaival is szembekerült, és már 2016 februárjában is terroristagyanús elemként tartották számon, közismertté csak azt követően vált a neve, miután 2016. december 20-án a német hatóságok arra a megállapításra jutottak, hogy ő követhette el az egy nappal korábbi terrortámadást az egyik berlini karácsonyi vásárban. Amrinak az ellene kiadott körözés elől sikerült elmenekülnie, de néhány nappal később egy olaszországi kisvárosban tűzharcba keveredett két, őt igazoltatni kívánó helyi közrendőrrel, akik agyonlőtték, anélkül, hogy sejtették volna a kilétét.

## Élete
Anis Amri a Tunézia északkeleti részén, Kairouan kormányzóságban található Oueslatia faluban nőtt fel, kilenc gyerekes családban, három fivére és öt nővére született. Szülőhelye, éppúgy, mint fiatalkori lakóhelye szalafizmus egyik fellegvárának számított. A szülők házassága válással végződött, a család állítólag nem volt különösebben vallásos. Amri 15 évesen ott hagyta az iskolát, majd elkezdett munkát keresni, de hamar összeütközésbe került a hatóságokkal, lopások és a kábítószere bűncselekmények miatt. Tunéziában távollétében 5 év börtönre ítélték fegyveres rablásért; a büntetés elkerülésére elmenekült az országból.
2011-ben menedékkérőként érkezett a tengeren át az olaszországi Lampedusa szigetére. 2011. október 23-án letartóztatták a lampedusai menekülttábor felgyújtása, továbbá lopás és testi sértés miatt Belpassóban, tettei miatt börtönbüntetésre ítélték. 2015-ben szabadult, ekkor átvitték Caltanissettába; a korábban nem vallásos fiú valószínűleg a börtönben radikalizálódott. Büntetése letöltése után az olasz hatóságok kiutasították az országból, de ezt nem tudták végrehajtani: kétszer is eredménytelenül próbálták hazaküldeni, iratok híján ugyanis Tunézia nem ismerte el állampolgárának.
Anis Amri ezek után 2015 júliusában, feltehetőleg hamis papírokkal utazott Németországba. Mintegy fél éven át rejtőzködött a hatóságok elől, csak 2016 februárjában nyújtott be menekültkérelmet Észak-Rajna-Vesztfáliában, hogy legalizálja németországi tartózkodását; kérelme elbírálásának idejére Emmerich am Rhein menekülttáborában jelölték ki a lakhelyét, a tartományt pedig a vonatkozó törvények értelmében nem hagyhatta volna el, ennek ellenére ebben az időszakban járt Németország számos pontján, többek között Dortmundban, Drezdában és Berlinben is. 2016-ban Olaszország hivatalos schengeni belépési tilalmat adott ki Anis Amrira, de azt a német hatóságok egyelőre nem árulták el, hogy tudtak-e a férfi bűnözői múltjáról. Amri egyébként könnyen utazgatott Európában, mert jól beszélt franciául és olaszul is.
2016 nyarán a német hatóságok elutasították a menekültkérelmét, miután kiderült, hogy egyiptominak mondta magát, de ezt nem tudta igazolni. Július végén kitoloncolási őrizetbe került, de Tunézia ekkor sem igazolta vissza, hogy elismeri-e saját állampolgárának. Miközben a tunéziai választ várták, Amrit ismét elengedték a német idegenrendészeti szervek, egy olyan ideiglenes igazolvánnyal, amely arról tanúskodott, hogy használója kitoloncolásra vár. Néhány héttel később ismét elfogták, mert egy igazoltatáskor hamis olasz útlevelet találtak nála, de ezúttal is elengedték – annak ellenére, hogy a német rendőrség is veszélyes elemként tartotta számon. Volt olyan információja a hatóságoknak, hogy gépfegyvert akar szerezni, hogy azzal merényletet kövessen el; még arra is tett burkolt utalást, hogy öngyilkos merénylet elkövetésér is hajlandó. Egyes hírek szerint a németek a marokkói titkosszolgálatoktól kétszer is kaptak figyelmeztetést arra vonatkozóan, hogy Amri terrortámadásra készülhet az őszi hónapokban, ennek ellenére Amri korábbi figyelését 2016 szeptemberében leállították, decemberben pedig szem elől tévesztették.
Tíz nappal az általa elkövetett 2016. december 19-i berlini terrortámadás után már tudni lehetett, hogy a legalább 40 német hatóság munkáját összehangoló Közös Terrorelhárítási Központ megbeszélésein már 2016 februárjában felmerült a neve, majd az év folyamán további, legalább hat alkalommal úgyszintén. Eszerint a hatóságok tudtak róla, hogy a férfi már ez év elején kapcsolatot keresett az Iszlám Állammal, öngyilkos merénylőnek ajánlkozva; tudni lehetett róla azt is, hogy az interneten csőbomba és más robbanóanyagok – köztük TNT – előállítása iránt érdeklődött. Legalább kétszer vitáztak a központ ülésein arról is, hogy készül-e vajon konkrét merénylet elkövetésére. Legutoljára épp a december 19-i támadás előtt öt nappal született iratokban szerepelt az előéletének és radikalizálódásának az ismertetése.

### Berlini terrortámadás
2016. december 19-én egy, minden valószínűség szerint erőszakkal megszerzett, lengyel rendszámú kamionnal – melynek sofőrjét meggyilkolta – a berlini Breitscheidplatz karácsonyi vásárába hajtott, halálra gázolva 11 ott tartózkodó árust és vásárlót, valamint különböző fokú sérüléseket okozva további mintegy félszáz embernek, majd elfutott a helyszínről. Bár a német rendőrség először egy másik férfit gyanúsított meg, december 20-án napközben a nyomozók megtalálták a kamion vezetőfülkéjében a tettes igazolványait és mobiltelefonját, így a hatóságok még aznap este nem nyilvános körözést adtak ki Anis Amrira, másnap, december 21-én pedig a német legfőbb ügyészség a tunéziai férfi nyilvános körözését rendelte el.

## Halála
A nemzetközi körözés ellenére Amrinak a merénylet után sikerült megszöknie Németországból: mint utóbb kiderült, Hollandián és Belgiumon, majd Franciaországon keresztül, a lyoni Lyon-Part-Dieu pályaudvar, Chambéry és Torino érintésével Milánóba utazott. 2016. december 23-án hajnalban Milánó egyik elővárosában, Sesto San Giovanni vasútállomása közelében egy rendőrjárőr felfigyelt az észak-afrikai kinézetű, hátizsákkal a hátán ücsörgő fiatal férfira, ezért igazoltatták, ő azonban az iratai átadása helyett rálőtt az egyik rendőrre, majd a velük vívott tűzpárbajban életét vesztette. Amri halálát az Iszlám Állam is elismerte, egyúttal közzétett egy videót, amelyen a férfi egy berlini gyalogoshídon, telefonja kamerájába beszélve hűségesküt tesz az Iszlám Államnak, és gyilkolásra biztatja követőit.
A tunéziai hatóságok még ugyanazon a napon, amikor sikerült Amrit ártalmatlanítani, letartóztattak három másik ottani állampolgárságú fiatalt, köztük Amri egyik unokatestvérét is, akik mindannyian egy terrorista sejt tagjai voltak. Amri elfogott rokona beismerte, hogy a Telegram nevű titkosított csetalkalmazáson tartotta a kapcsolatot unokafivérével, és azt is, hogy az Iszlám Állam híve.